# Гайсфельд
Гайсфельд (нем. Geisfeld) — община в Германии, в земле Рейнланд-Пфальц. 
Входит в состав района Трир-Саарбург. Подчиняется управлению Хермескайль.  Население составляет 551 человек (на 31 декабря 2010 года). Занимает площадь 8,87 км².